# Sesamia mocoensis
Sesamia mocoensis là một loài bướm đêm trong họ Noctuidae.